# Echinoaesalus timidus
Echinoaesalus timidus là một loài bọ cánh cứng trong họ Lucanidae. Loài này được Krikken mô tả khoa học năm 1975.